# Minecraft Earth
Minecraft Earth – gra przygodowa wykorzystująca technologię rzeczywistości rozszerzonej, wyprodukowana przez Mojang Studios i wydana na urządzenia mobilne z systemem Android oraz iOS. Jest to darmowa produkcja, która w Polsce zadebiutowała 12 grudnia 2019, w wersji wczesnego dostępu. 5 stycznia 2021 producent ogłosił, że 30 czerwca tego samego roku zakończy wsparcie gry. Poinformowano też o udostępnieniu ostatniej wersji Minecraft Earth.

## Rozgrywka
Minecraft Earth koncentruje się wokół zbierania zasobów oraz budowania. Z zebranych surowców można stworzyć dowolną budowlę, a nawet powiększyć ją do pełnej skali. Gra ma dwie waluty w grze: „rubiny” i „minecoiny”, za które można kupować różne przedmioty. Rubiny służą do kupowania rzeczy wpływających na rozgrywkę takie jak płytki konstrukcyjne, na których się buduje. Minecoiny natomiast służą do kupowania przedmiotów kosmetycznych.

## Nagrody
- Nominacja do najlepszej gry VR/AR (E3 2019 Game Critics Awards)[7]
- Najlepsza gra AR/VR (the New York Video Game Awards for 2020)[8]